# Corrado Lorefice
Corrado Lorefice (født 12. oktober 1962) har siden 27. oktober 2015 været det kirkelige overhoved for Den Katolske Kirke i Palermo, Sicilien. 
Lorefice blev præsteviet i 1987.

## Fodnoter
1. ↑  Rinuncia dell'arcivescovo metropolita di Palermo (Italia) e nomina del successore (italiensk)
2. ↑  Don Lorefice è il nuovo arcivescovo di Palermo: c’è la nomina ufficiale (italiensk)

- Wikimedia Commons har flere filer relateret til Corrado Lorefice